# Movimento de Libertação Nacional Basco

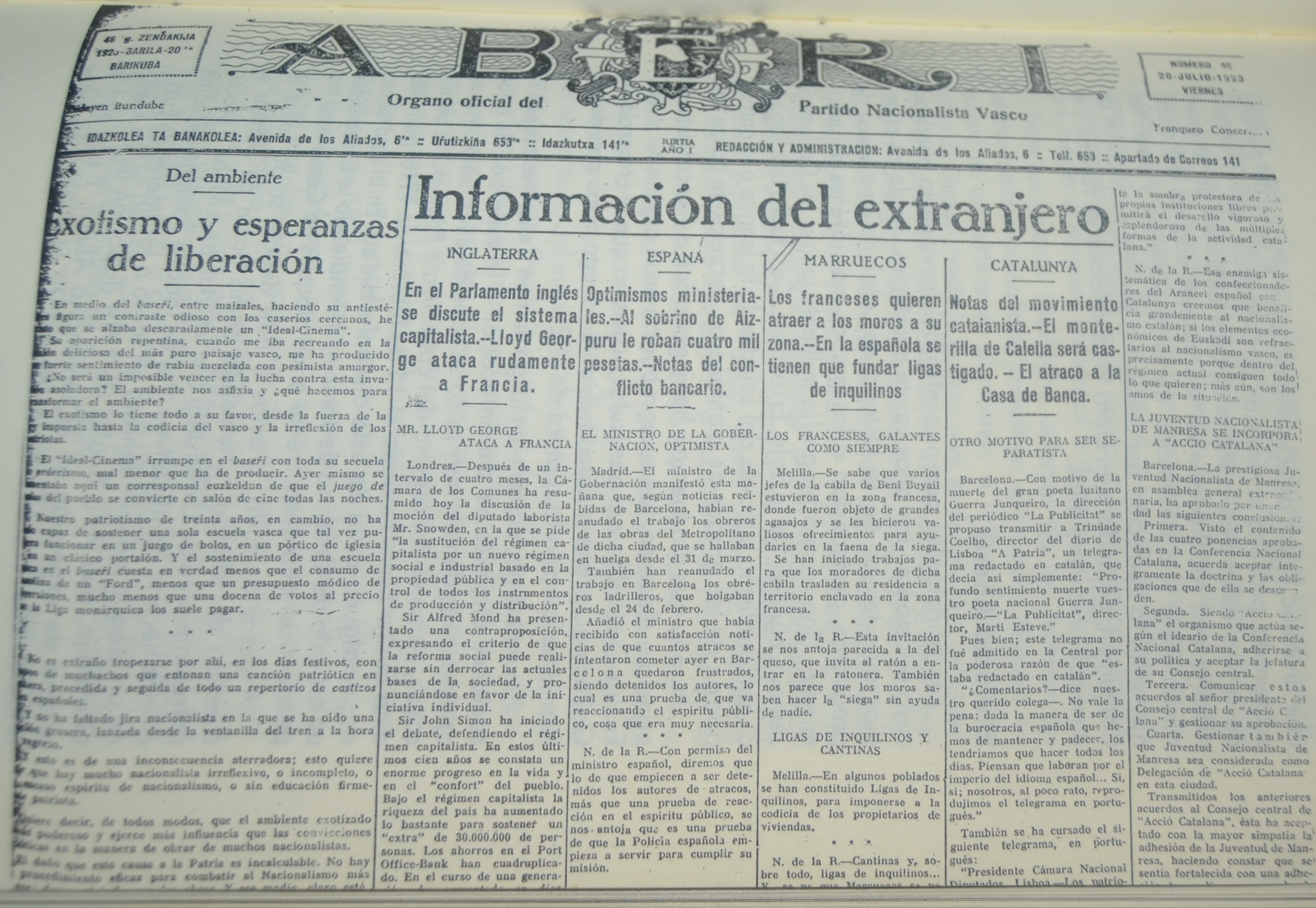
Aberri foi um jornal nacionalista basco publicado em 1923, representando ideias ligadas ao movimento independentista e à identidade cultural do País Basco.

Movimento de Libertação Nacional Basco (MLNB; em basco: Euskal Herri Askapenerako Mugimendua - EHAM) é uma denominação que faz referência a todo o conglomerado de organizações de tipo social, político, sindical e militar que existem por volta da organização Euskadi Ta Askatasuna (ETA). Há, porém, outras organizações que têm diferentes níveis de vinculação com o espaço político da esquerda abertzale e que, em rigor, não podem ligar-se com o MLNB. A denominação popularizou-se nas décadas de 1980 e 1990. 
O MLNB tem sofrido desde finais da década de 1990 uma persecução judicial que tem levado à prisão muitos dos seus dirigentes e tem ilegalizado muitas organizações, mas não todas, baseando-se nas ligações - não todas demonstradas - entre estas organizações e a ETA, ou então em pretensas práticas de exaltação ou apologia do terrorismo e na negativa destas organizações a condenarem as ações armadas da ETA, consideradas amplamente como ações terroristas. A maior parte destas organizações vinculadas com o MLNB confluíram desde 1978 na coligação Herri Batasuna (HB). 

## Grupos
Considera-se que fazem parte do MLNB as seguintes organizações: 
- Grupos armados:
  - Euskadi Ta Askatasuna (ETA)
- Partidos políticos:
  - Herri Batasuna, mas tarde refundado como Euskal Herritarrok e, posteriormente, como Batasuna.
  - Eusko Abertzale Ekintza (EAE), partido político abertzale e não confessional fundado em 1922.
  - Herri Alderdi Sozialista Iraultzailea (HASI), primeiro embrião político da ETA, dissolvido em 1992 para integrar-se na Koordinadora Abertzale Sozialista (KAS).
  - Euskal Herrialdeetako Alderdi Komunista (EHAK), fundado em 2002.
- Sindicatos:
  - LAB, sindicato assemblear fundado em 1975.
- Outras organizações:
  - Koordinadora Abertzale Sozialista (KAS), considerada o aparato político direto da ETA, os seus membros levaram enfrente diversas negociações com os governos espanhóis para pôr fim ao conflito basco.
  - Gestoras Pró-Amnistia, encarregada de dar suporte aos presos da ETA.
  - Jarrai, criada em 1989, considerada a seção juvenil da ETA e formada por membros recrutados na kale borroka.
  - Egizan, considerada a seção feminina da KAS, criada em 8 de março de 1988.

Também existem outras organizações vinculadas, principalmente pela imprensa espanhola, com o MLNB, embora essa vinculação não se tenha podido provar judicialmente. Entre elas destacam as Herriko tabernas, que funcionam como locais sociais promovidos por pessoas relacionadas com a esquerda abertzale e a Alfabetatze eta Euskalduntze Koordinakundea AEK, que promove ativamente a alfabetização na língua basca. Ademais, existem meios de comunicação acusados de ter uma maior ou menor vinculação com a ETA: entre eles o jornal Egin, clausurado pela justiça espanhola; o jornal Egunkaria, clausurado pela justiça, mas posteriormente anulada a sentença; e o jornal Gara, que permanece em ativo. 